# A Romany Rose
A Romany Rose è un cortometraggio muto del 1917 diretto da Marshall Stedman che firma anche la sceneggiatura. Il soggetto è di Myrtle Stedman, moglie del regista e nota attrice: scrisse solo due volte per il cinema e tutti due i film avevano nel cast Lina Basquette, famosa ballerina bambina che, all'epoca, aveva dieci anni.

## Produzione
Il film fu prodotto dall'Universal Film Manufacturing Company.

## Distribuzione
Distribuito dall'Universal Film Manufacturing Company, il film uscì nelle sale cinematografiche USA il 27 settembre 1917.